# Valdichiana Vin Santo riserva
Il Valdichiana Vin Santo riserva è un vino DOC la cui produzione è consentita nelle province di Arezzo e Siena.

## Caratteristiche organolettiche
- colore: dal paglierino all'ambrato, al bruno
- odore: etereo, caldo, caratteristico
- sapore: armonico, vellutato dal secco all'amabile

## Produzione
Provincia, stagione, volume in ettolitri
- nessun dato disponibile